# ICICI Bank
ICICI Bank est le deuxième plus grand acteur bancaire indien derrière la State Bank of India. Elle gère 57 milliards de dollars à fin juin 2006, dont 7 milliards dans la division private banking.
Le succès d'ICICI s'explique notamment par une stratégie menée parallèlement avec les masses et les clients aisés.
On peut noter qu'ICICI sponsorise en Formule 1 l'écurie Force India, première équipe indienne de l'histoire.